# V.O.H. – The Victory of Heart
V.O.H. – The Victory of Heart – pierwszy długogrający album Magdaleny Tul, śpiewającej pod pseudonimem Lady Tullo. Wydany został 13 sierpnia 2007 roku przez wytwórnię płytową Loud Tally RCDS. Album zawiera 14 anglojęzycznych utworów.
Na pierwszy singel z albumu wybrano utwór „Full of Life”, z którym to wokalistka zakwalifikowała się do finałowego etapu polskich preselekcji na 50. Konkurs Piosenki Eurowizji, ostatecznie zajmując 9. miejsce.
Pozostałymi utworami promującymi wydawnictwo były utwory „Find The Music” oraz „Tryin’”.
Większość utworów na płycie to kompozycje samej Magdaleny Tul bądź też producenta muzycznego Piotra Marcina Olszewskiego.

## Lista utworów
Opracowano na podstawie materiału źródłowego.
1. „V.O.H. – The Victory of Heart” – 6:48
2. „Funky Team” – 5:13
3. „Warrior’s Song” – 6:06
4. „Find the Music” – 6:38
5. „Supersonic Word of Magic” – 3:04
6. „Tryin’” – 5:39
7. „Butterfly” – 4:41
8. „No, I Didn’t” – 5:19
9. „Amazin'” – 5:00
10. „Full of Life’” – 4:22
11. „Pretty Baby” – 6:05
12. „Thinkin’ of Love” – 5:22
13. „Prime Time” – 5:25
14. „He Ain’t Good 4 U, Girl!” – 5:29